# Halecium tenellum
Halecium tenellum is een hydroïdpoliep uit de familie Haleciidae. De poliep komt uit het geslacht Halecium. Halecium tenellum werd in 1861 voor het eerst wetenschappelijk beschreven door Hincks. 